# Albertadromeus
Albertadromeus é um gênero de dinossauro da família Thescelosauridae. Há uma única espécie descrita para o gênero Albertadromeus syntarsus. Seus restos fósseis foram encontrados na formação Oldman, província de Alberta, no Canadá, e datado do Cretáceo Superior (Campaniano Médio).